# Karangmulya (Plumbon)
Karangmulya is een bestuurslaag in het regentschap Cirebon van de provincie West-Java, Indonesië. Karangmulya telt 3371 inwoners (volkstelling 2010).